# Churchillfloden (Atlanten)

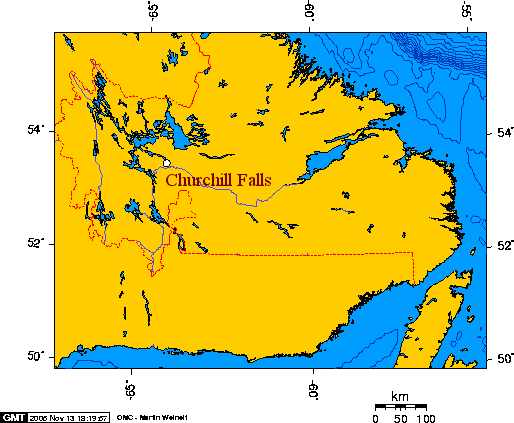
Karta över Churchill R.

Churchillfloden (engelska: Churchill River; franska: fleuve Churchill; tidigare kallad Hamilton River), är en flod som rinner genom den kanadensiska provinsen Newfoundland och Labrador. Det är den största floden i Labrador. Churchill River är 856 km lång och har ett avrinningsområde på 79 800 km². Floden bildar det 75 meter höga vattenfallet Churchill Falls. Vattenkraften är utbyggd till en total fallhöjd på cirka 320 m. Kraftverket Churchill Falls med 5428 MW installerad effekt färdigställdes 1974.